# 김승원 (정치인)
김승원(金勝源, 1969년 7월 8일~)은 대한민국의 관료, 정치인이며, 제21·22대 국회의원이다.

## 학력
- 1976~1982: 수원파장국민학교 졸업
- 1982~1985: 수원북중학교 졸업
- 1985~1988: 수성고등학교 졸업
- 1988~1992: 서울대학교 법과대학 공법학 학사

## 경력
- 1996년 7월: 제38회 사법시험 합격
- 1999년 1월: 제28기 사법연수원 수료
- 1999년 3월~2002년 3월: 육군 군법무관
- 2002년 4월~2006년 2월: 전주지방법원 판사
- 2006년 2월~2008년 2월: 수원지방법원 판사
- 2008년 3월~2017년 12월: 법무법인 오늘 대표변호사
- 경기도 법률상담위원, 소청심사위원, 행정심판위원
- 중부지방국세청 자문변호사
- 경기경찰청 인권위원(장), 수사이의심사위원
- 법무법인 호민 대표변호사
- 2018년 2월~2019년 1월: 대통령비서실 정무수석실 행정관
- 2019년 10월: 대통령직속 국가균형발전위원회 국민소통특별위원
- 2020년 3월 12일~: 더불어민주당 경기도당 수원시 갑 지역위원회 위원장
- 2020년 4월 15일: 대한민국 제21대 국회의원 선거 당선(경기 수원시 갑, 더불어민주당, 초선)
- 2020년 8월~2022년 10월: 더불어민주당 경기도당 부위원장
- 2021년 4월~2022년 3월: 더불어민주당 원내부대표 겸 원내대표 비서실장
- 2021년 5월~: 더불어민주당 미디어혁신특별위원회 부위원장
- 2022년 4월~2022년 5월: 더불어민주당 공직선거후보자추천관리위원회 위원
- 2022년 4월~: 한국신문윤리위원회 윤리위원
- 2022년 9월~2024년 4월: 더불어민주당 법률위원장
- 2022년 10월~2024년 8월: 더불어민주당 경기도당 부위원장
- 2022년 10월~2024년 8월: 더불어민주당 경기도당 수석대변인
- 2024년 4월 10일: 대한민국 제22대 국회의원 선거 당선(경기 수원시 갑, 더불어민주당, 재선)
- 2024년 7월~2025년 4월: 더불어민주당 정책위원회 법제사법 정책조정위원장
- 2024년 8월~: 더불어민주당 경기도당 위원장

### 의정 활동
- 2020년 5월 30일~2024년 5월 29일: 제21대 국회의원(경기 수원시 갑, 더불어민주당, 초선)
  - 2020년 6월~2021년 8월: 제21대 국회 전반기 문화체육관광위원회 위원
  - 2020년 8월~2020년 9월: 제21대 국회 대법관(이흥구) 임명동의에 관한 인사청문특별위원회 위원
  - 2021년 4월~2022년 5월: 제21대 국회 전반기 국회운영위원회 위원
  - 2021년 8월~2021년 8월: 제21대 국회 전반기 법제사법위원회 위원
  - 2021년 8월~2022년 2월: 제21대 국회 전반기 문화체육관광위원회 위원
  - 2021년 11월~2022년 5월: 제21대 국회 전반기 예산결산특별위원회 위원
  - 2021년 11월~2022년 5월: 제21대 국회 언론미디어제도개선 특별위원회 위원
  - 2022년 2월~2022년 3월: 제21대 국회 전반기 법제사법위원회 위원
  - 2022년 3월~2022년 5월: 제21대 국회 전반기 법제사법위원회 위원
  - 2022년 3월~2022년 5월: 제21대 국회 전반기 문화체육관광위원회 위원
  - 2022년 7월~2024년 5월: 제21대 국회 후반기 법제사법위원회 위원
  - 2022년 7월~2023년 5월: 제21대 국회 형사사법체계개혁 특별위원회 위원
  - 2022년 8월~2022년 11월: 제21대 국회 대법관(오석준) 임명 동의에 관한 인사청문특별위원회 위원
  - 2023년 6월~2024년 5월: 제21대 국회 후반기 예산결산특별위원회 위원
  - 2024년 2월~2024년 2월: 제21대 국회 대법관(신숙희·엄상필) 임명동의에 관한 인사청문 특별위원회 간사
- 2024년 5월 30일~: 제22대 국회의원(경기 수원시 갑, 더불어민주당, 재선)
  - 2024년 6월~2025년 1월: 제22대 국회 전반기 법제사법위원회 간사
  - 2025년 1월~: 제22대 국회 전반기 정무위원회 위원
  - 2025년 1월~2025년 1월: 제22대 국회 윤석열 정부의 비상계엄 선포를 통한 내란 혐의 진상규명 국정조사 특별위원회 위원
  - 2025년 6월~: 제22대 국회 전반기 예산결산특별위원회 위원

## 역대 선거 결과
|  | 59.17% |

|  | 55.54% |

## 소속 정당
| 소속 정당 | 소속 정당    | 소속 기간 | 비고      |
| --------- | ------------ | --------- | --------- |
|           | 더불어민주당 | 2020~현재 | 정계 입문 |

## 같이 보기
- 수원시 갑
- 수원시 장안구의 국회의원
- 수원시의 국회의원